# Ентони Ботрол
Ентони Ботрол (15. мај 1938 — 16. децембар 2014) био је британски дипломата, стручњак за развојну пољопривреду, либерални демократа и политичар Стоквеловог одељења.
Био је син песника Роналда Ботрола.

## Биографија
Рођен је 15. маја 1938. године у Фиренци.
Преминуо је 16. децембра 2014. године у Клапаму, у Лондону.